# KleptoCapture (оперативная группа)
KleptoCapture — межведомственная оперативная группа под эгидой Министерства юстиции США, которая специализируется на выявлении и аресте российских активов, пресечении обхода санкций, преследования организаторов и участников схем, которые помогают российским олигархам скрывать собственность в США и других странах.
Входит в группу по аресту российских активов REPO (the Russian Elites, Proxies, and Oligarchs), которая, в частности, провела арест нескольких сотен млрд долларов средств Центрального банка России в иностранных юрисдикциях.
6  февраля  2025  года стало  известно, что после прихода к власти США Дональда Трампа Минюст США распустил KleptoCapture. В Министерстве  юстиции США заявили, что его новый  приоритет — «полная ликвидация» наркокартелей и  транснациональных преступных группировок. 

## Структура
KleptoCapture — межведомственная оперативная группа в подчинении Министерства юстиции США со штабом в офисе заместителя генерального прокурора. У группы два руководителя: бывший прокурор из отдела национальной безопасности и его коллега, который специализировался на борьбе с отмыванием денег и возврате активов. В опергруппу входят команды из ФБР, Министерства внутренней безопасности, отдела уголовных расследований Налогового управления, Службы почтовой инспекции, Министерства торговли, Государственного департамента, Казначейства, разведывательного сообщества, вооружённых сил и других ведомств.

## Деятельность
Опергруппа начала работу 2 марта 2022 года, спустя неделю после полномасштабного вторжения России в Украину. В первые месяцы группа сосредоточилась на аресте элитной недвижимости, самолётов и яхт российских олигархов, связанных с российским руководством. Основанием для ареста их собственности стали обвинения в банковском мошенничестве, отмывании денег, попытках влиять на политические процессы в западных странах и т. д.
Главной целью в средне- и долгосрочной перспективе стало раскрытие и уничтожение цепочек подставных фирм, посредников в третьих странах, консультантов по отмыванию денег и других лиц и организаций, замешанных в обходе санкций и помогающих российским олигархам скрывать зарубежные активы. Опергруппа следит за незаконной деятельностью, которая ведётся как через традиционную финансовую систему, так и с помощью криптовалют. Также опергруппа преследует организаторов и участников схем по контрабанде в Россию подсанкционных товаров (в первую очередь, военного и двойного назначения). Одновременно в разработке находятся десятки дел. 
За 2022 год KleptoCapture арестовала средства на банковских счетах, суперяхты, элитную недвижимость и другие активы на сумму в 1 млрд долларов. Закон RELIEF for Ukraine Act (Repurposing Elite Luxuries into Emergency Funds), предложенный представителями обеих палат Конгресса США в марте 2022 года и подписанный президентом в декабре открыл возможность для конфискации арестованных активов и передачи средств в фонд помощи Украине, открытый Государственным департаментом. Первым российским олигархом, активы которого были переданы Украине, в феврале 2023 года стал Константин Малофеев. Другие олигархи под давлением пошли на сотрудничество с американскими властями.

## Цели

### Виктор Вексельберг
Первой громкой операцией KleptoCapture стал арест 77-метровой яхты Tango Виктора Вексельберга стоимостью 90 млн долларов, который 4 апреля 2022 года провели испанские власти по запросу США. Основанием для ареста стали обвинения в отмывании денег, банковском мошенничестве и нарушении санкций. В феврале 2023 года были арестованы подчинённый Вексельберга Владислав Осипов (гражданин России и Швейцарии) и гражданин Великобритании Ричард Мастерс, которые управляли его активами, отмывали деньги и скрывали владение яхтой.
В начале 2023 года власти США арестовали 6 объектов принадлежавшей Вексельбергу элитной недвижимости в Майами, Нью-Йорке и Саутгемптоне общей стоимостью 75 млн долларов. В феврале суд предъявил обвинения приближённому Вексельберга Владимиру Воронину, гражданину России, постоянно проживающему в США, который через цепочку подставных фирм и офшорных счетов получал деньги на обслуживание элитной недвижимости олигарха. После получения повестки для дачи показаний Воронченко бежал из страны. Помимо этого, в США и Швейцарии были заморожены до 1,5 млрд долларов на счетах Вексельберга.

### Владимир Путин
В интервью CNN глава опергруппы Эндрю Адамс отдельно отмечал работу, направленную на арест активов, которыми президент России Владимир Путин владеет через подставных лиц. 7 мая 2022 года в Италии была задержана вероятно принадлежащая Путина суперяхта Scheherazade, строительство и обслуживание которой оплачивали структуры Геннадия Тимченко, а номинальным владельцем которой был протеже Игоря Сечина Эдуард Худайнатов (также владелец собственной яхты Сечина — Crescent).

### Константин Малофеев
В апреле 2022 года владельцу провластного телеканала «Царьград» Константину Малофееву (под санкциями с 2014 года за финансирование российских военных прокси на востоке Украины) были предъявлены обвинения в нарушении санкционного режима. Также месяцем ранее был арестован гражданин США, телепродюсер и бывший директор FOX News Джек Ханик, который помог олигарху управлять его телевизионными активами в России и Греции и участвовал в незаконных финансовых операциях. Средства на счетах, связанных с Малофеевым, были арестованы, а в начале 2023 года — конфискованы и переданы Украине.

### Сулейман Керимов
В мае 2022 года правоохранительные органы Фиджи по запросу властей США задержали 106-метровую суперяхту Amadea стоимостью 325 млн долларов, принадлежащую российскому олигарху Сулейману Керимову. Задержанию предшествовала погоня за яхтой с выключенным транспондером из Атлантического океана через Панамский канал в Тихий океан. Благодаря разветвлённой сети аналитиков и агентов яхту удалось задержать, а спустя месяц — арестовать. В июне 2022 года Казначейство США также арестовало около 1 млрд долларов в трасте Heritage Trust, связанном с Керимовым и его племянником, депутатом Государственной Думы Русланом Гаджиевым. Керимов включен в санкционные списки и отдельно подозревается в отмывании денег.

### Роман Абрамович
В июне 2022 года суд арестовал частные самолёты Романа Абрамовича (находится под санкциями ЕС и Великобритании, но не США) — Gulfstream G650 и Boeing 787 Dreamliner — один из самых дорогих частных самолётов в мире стоимостью 350 млн долларов. После начала войны Абрамович переписал подставные компании, владеющие самолётами, на своих детей, но фактически сохранил контроль над ними. Основанием для ареста послужило то, что после февраля 2022 года оба самолёта летали в Москву в нарушение ограничений на экспорт авиационных технологий американского производства в Россию без специальной лицензии.

### Андрей Скоч
В августе 2022 года суд санкционировал арест частного самолёта Airbus A319-100 стоимостью 90 млн долларов, принадлежащего российскому олигарху, депутату Государственной Думы Андрею Скочу (под санкциями с 2018 года из-за связи с российскими преступными группами). Скоч владел самолётом через цепочку компаний и трастов, связанных с его любовницей. В рамках дела против Скоча были выдвинуты обвинения в отмывании денег: так, он скрывал происхождение средств, которыми подставные компании оплачивали регистрацию и страховку самолёта в долларах США.

### Андрей Гурьев
В августе 2022 года в гавани Фалмут в Антигуа и Барбуда была задержана 80-метровая яхта Alfa Nero стоимостью более 80 млн долларов, принадлежащая российскому олигарху Андрею Гурьеву, который был включён в санкционные списки США 2 августа 2022 года. Так как с марта 2022 года яхта была брошена в гавани и не обслуживалась, в марте 2023 года власти островов сообщили о планах выставить её на аукцион, если владелец не заявит о себе в обозначенный срок.

### Олег Дерипаска
В сентябре 2022 года Олегу Дерипаске (находится под санкциями с 2018 года) были предъявлены обвинения в использовании подставных фирм и номинальных лиц для оплаты своей недвижимости в США, попытке продажи музыкальной студии в Калифорнии и вывода средств, а также сговоре с целью обмана властей США. Были задержаны работавшие на Дерипаску гражданка США Ольга Шрике, которая выступала посредником при продаже студии, а также Грэхэм Бонем-Картер, который управлял недвижимостью Дерипаски, а также пытался вывезти из США произведение искусства, купленное олигархом на аукционе на подставное лицо.
Также обвинения были предъявлены любовнице олигарха Екатерине Ворониной (Лобановой), которая в 2020 году по рекомендации Дерипаски ввела в заблужение власти США, чтобы въехать на территорию страны и родить от него ребёнка. Обвинения также были предъявлены помощнице Дерипаски Наталье Бардаковой, которая вместе со Шрике скрыла данные об отце ребёнка. Власти США планировали конфисковать обнаруженные активы российского олигарха.

### Андрей Деркач
В декабре 2022 года бывшему украинскому политику и предполагаемому агенту российской разведки Андрею Деркачу (под санкциями с 2020 года по обвинениям в попытку вмешательства в президентские выборы в США в 2020 году) года были предъявлены 7 обвинений в экономических преступлениях, включая 4 случая отмывания денег. В числе прочего, Деркач использовал подставные фирмы с номинальными владельцами для покупки и оплаты обслуживания двух квартир в элитных кондоминимумах в Беверли-Хиллс. Его элитная недвижимость и средства на счетах были арестованы.

### Иные лица
В феврале 2024 года суд арестовал Вадима Вольфсона и Ганнона Бонда, пособников Андрея Костина (под санкциями OFAC с середины 2010-х) в отмывании денег для обслуживания его суперъяхт Sea Rhapsody и Sea & Us и элитного жилья в Аспене, Колорадо, а также посредников в продаже этого дома в 2019 году.

### Российские компании
В августе 2022 года по результатам расследования, проведённого KleptoCapture, суд санкционировал арест самолёта Boeing 737 компании «Лукойл» стоимостью 45 млн долларов в связи с нарушением ограничений на экспорт американских авиационных технологий — полётами в Россию из третьих стран. В марте 2023 года аналогичный ордер был выписан в отношении Boeing 737-7JU, принадлежащего «Роснефти» (25 млн долларов).

### Контрабанда
Оперативной группе также удалось пресечь ряд попыток контрабанды в Россию товаров в обход санкций (включают следующие, но не ограничиваются ими):
- В октябре 2022 года власти Италии и Германии по запросу США арестовали сына губернатора Красноярского края Александра Усса и его партнёра Юрия Орехова по делу о контрабанде нефти из Венесуэлы в Россию и Китай. Обвинения также были предъявлены их сотруднице Светлане Кузургашевой и двум венесуэльским нефтяным брокерам. Участники схемы организовывали поставки нефти венесуэльской государственной компании PDVSA по поддельным документам, организуя платежи на миллионы долларов через американские банки, криптовалюту и наличные средства[53].
- Также в октябре группа пресекла контрабанду в Россию координатно-шлифовального станка американского производства (товар двойного назначения). Участники преступной группы были арестованы в Латвии и Эстонии[54]. В апреле 2023 суд конфисковал по этому делу 826 тысяч долларов[55].
- В конце 2022 года силами опергруппы была раскрыта схема по закупке и контрабанде в Россию микроэлектроники, оборудования для НИОКР и других товаров в интересах ФСБ. Обвинения в сговоре, подделке документов, отмывании денег и пр. были предъявлены пяти россиянам (включая предполагаемого сотрудника ФСБ, задержанного в Эстонии при попытке ввезти в Россию микрочипы и боеприпасы американского производства), а также двум гражданам США[56][57].
- В марте 2023 года граждане США Кирилл Грегори Буяновский и Дуглас Робертсон были арестованы за поставки авиационного оборудования и обслуживание российских самолётов по подложным документам[58].
- Весной 2023 года по делу о нарушении санкций были арестованы гражданин США Джон Кан Унсалан, президент компании Metalhouse, и гражданин Беларуси Сергей Капрушкин, замешанные в схеме по приобретению металла у подсанкционного российского (в прошлом — украинского) олигарха Сергея Курченко, ведущего бизнес в России и на оккупированных территориях Грузии и Украины и поддерживающего российских военных прокси в Украине[59][60][49].